# Mats Knoester
Mats Knoester (Alphen aan den Rijn, 19 novembre 1998) è un calciatore olandese, difensore dell'Aberdeen.

## Caratteristiche tecniche
È un difensore centrale.

## Carriera

### Club
Cresciuto nel settore giovanile del Feyenoord, ha fatto parte dell'Academy del club di Rotterdam per 14 anni prima di passare all'Heracles Almelo nel mercato invernale del 2019.
Ha debuttato fra i professionisti il 9 febbraio seguente disputando l'incontro di Eredivisie vinto 1-0 contro l'Ajax.

### Nazionale
Ha giocato nelle nazionali giovanili olandesi Under-17 ed Under-19.

## Statistiche
Statistiche aggiornate al 17 maggio 2025.

### Presenze e reti nei club
| Stagione               | Squadra                | Campionato             | Campionato | Campionato | Coppe nazionali | Coppe nazionali | Coppe nazionali | Coppe continentali | Coppe continentali | Coppe continentali | Altre coppe | Altre coppe | Altre coppe | Totale | Totale | Totale |
| Stagione               | Squadra                | Comp                   | Pres       | Reti       | Comp            | Pres            | Reti            | Comp               | Pres               | Reti               | Comp        | Pres        | Reti        | Pres   | Reti   |        |
| ---------------------- | ---------------------- | ---------------------- | ---------- | ---------- | --------------- | --------------- | --------------- | ------------------ | ------------------ | ------------------ | ----------- | ----------- | ----------- | ------ | ------ | ------ |
| 2018-2019              | Heracles Almelo        | ED                     | 5          | 0          | CO              | 0               | 0               |                    | -                  | -                  |             | -           | -           | 5      | 0      |        |
| 2019-2020              | Heracles Almelo        | ED                     | 25         | 0          | CO              | 2               | 0               |                    | -                  | -                  |             | -           | -           | 27     | 0      |        |
| 2020-2021              | Heracles Almelo        | ED                     | 27         | 2          | CO              | 1               | 0               |                    | -                  | -                  |             | -           | -           | 28     | 2      |        |
| 2021-2022              | Heracles Almelo        | ED                     | 31         | 0          | CO              | 1               | 0               |                    | -                  | -                  |             | -           | -           | 32     | 0      |        |
| Totale Heracles Almelo | Totale Heracles Almelo | Totale Heracles Almelo | 88         | 2          |                 | 4               | 0               |                    | -                  | -                  |             | -           | -           | 92     | 2      |        |
| 2022-2023              | Ferencváros            | NB1                    | 27         | 0          | CU              | 2               | 0               | UCL+UEL            | 4+9                | 0                  |             | -           | -           | 42     | 0      |        |
| ago. 2023              | Ferencváros            | NB1                    | 2          | 0          | CU              | 0               | 0               | UCL+UECL           | 1+3                | 0                  |             | -           | -           | 6      | 0      |        |
| 2023-2024              | Aarhus                 | SL                     | 14         | 0          | CU              | 4               | 0               |                    | -                  | -                  |             | -           | -           | 18     | 0      |        |
| 2024-gen. 2025         | Ferencváros            | NB1                    | 0          | 0          | CU              | 1               | 0               | UCL+UEL            | 2+2                | 0                  |             | -           | -           | 5      | 0      |        |
| Totale Ferencváros     | Totale Ferencváros     | Totale Ferencváros     | 29         | 0          |                 | 3               | 0               |                    | 21                 | 0                  |             | -           | -           | 53     | 0      |        |
| gen.-giu. 2025         | Aberdeen               | SP                     | 13         | 0          | CS              | 4               | 0               |                    | -                  | -                  |             | -           | -           | 17     | 0      |        |
| Totale carriera        | Totale carriera        | Totale carriera        | 144        | 2          |                 | 15              | 0               |                    | 21                 | 0                  |             | -           | -           | 180    | 2      |        |

## Palmarès

### Club

#### Competizioni nazionali
- Campionato ungherese: 1

Ferencváros: 2022-2023
- Coppa di Scozia: 1

Aberdeen: 2024-2025